# Данштадт-Шауэрнхайм
Данштадт-Шауэрнхайм (нем. Dannstadt-Schauernheim) — община в Германии, в земле Рейнланд-Пфальц. 
Входит в состав района Рейн-Пфальц. Подчиняется управлению Даннштадт-Шауэрнхайм.  Население составляет 7357 человек (на 31 декабря 2017 года). Занимает площадь 15,25 км².
Коммуна подразделяется на 2 сельских округа.

## География

### Положение
Данштадт-Шауэрнхайм расположен примерно в 12 км к западу от города Людвигсхафен-ам-Райн, примерно в 15 км к западу от Рейна и примерно в 15 км к северу от города Шпайера. Соседние города: 
- Муттерштадт, примерно 3 км на восток
- Хохдорф-Ассенхайм, примерно 1 км на запад
- Шифферштадт, примерно 6 км на юг
- Фусгёнхайм, примерно 3 км на север

## История
Община Данштадт-Шауэрнхайм была основана 7 июня 1969 года путём слияния общин Данштадт и Шауэрнхайм.

## Фотографии
<

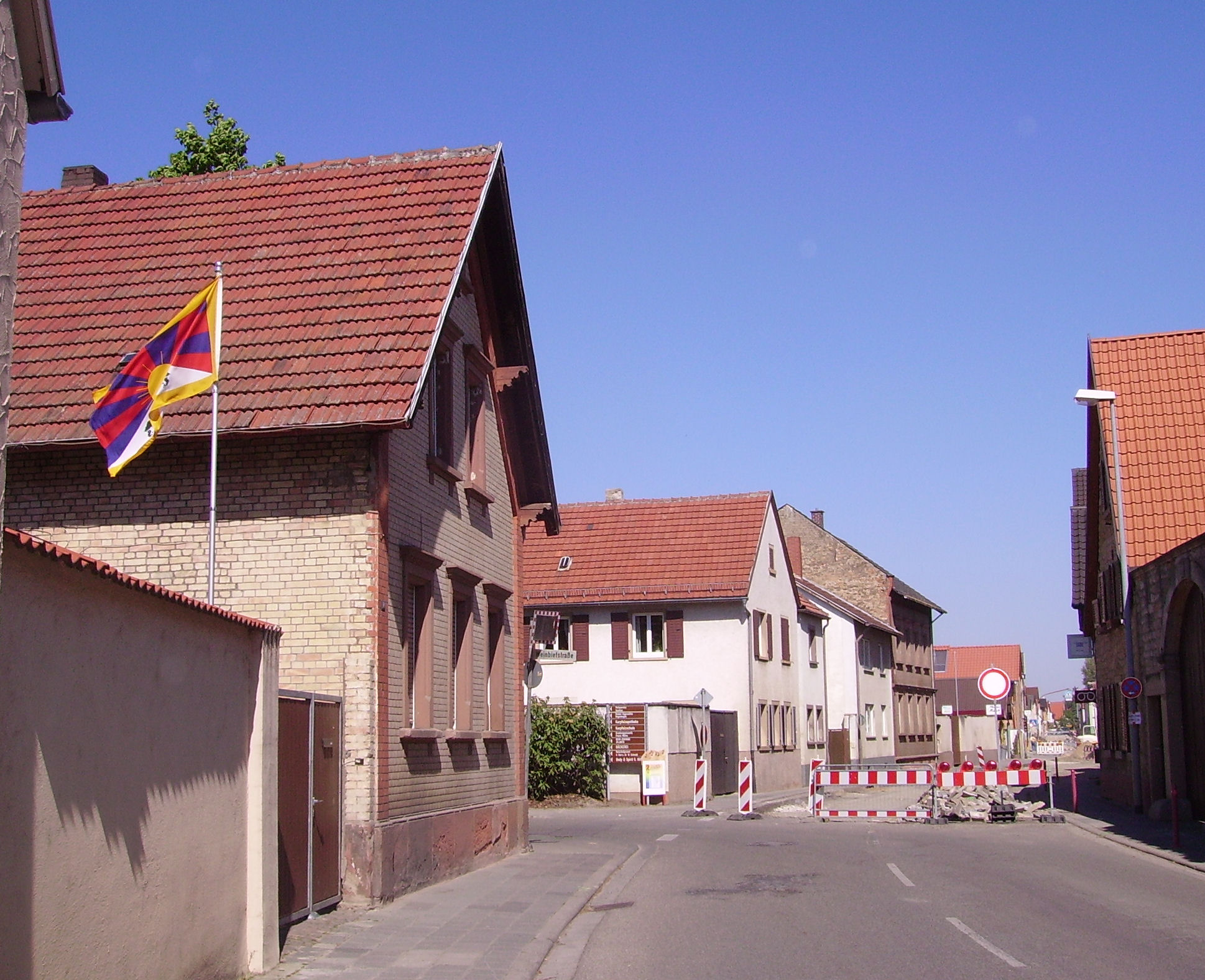
Данштадт-Шауэрнхайм
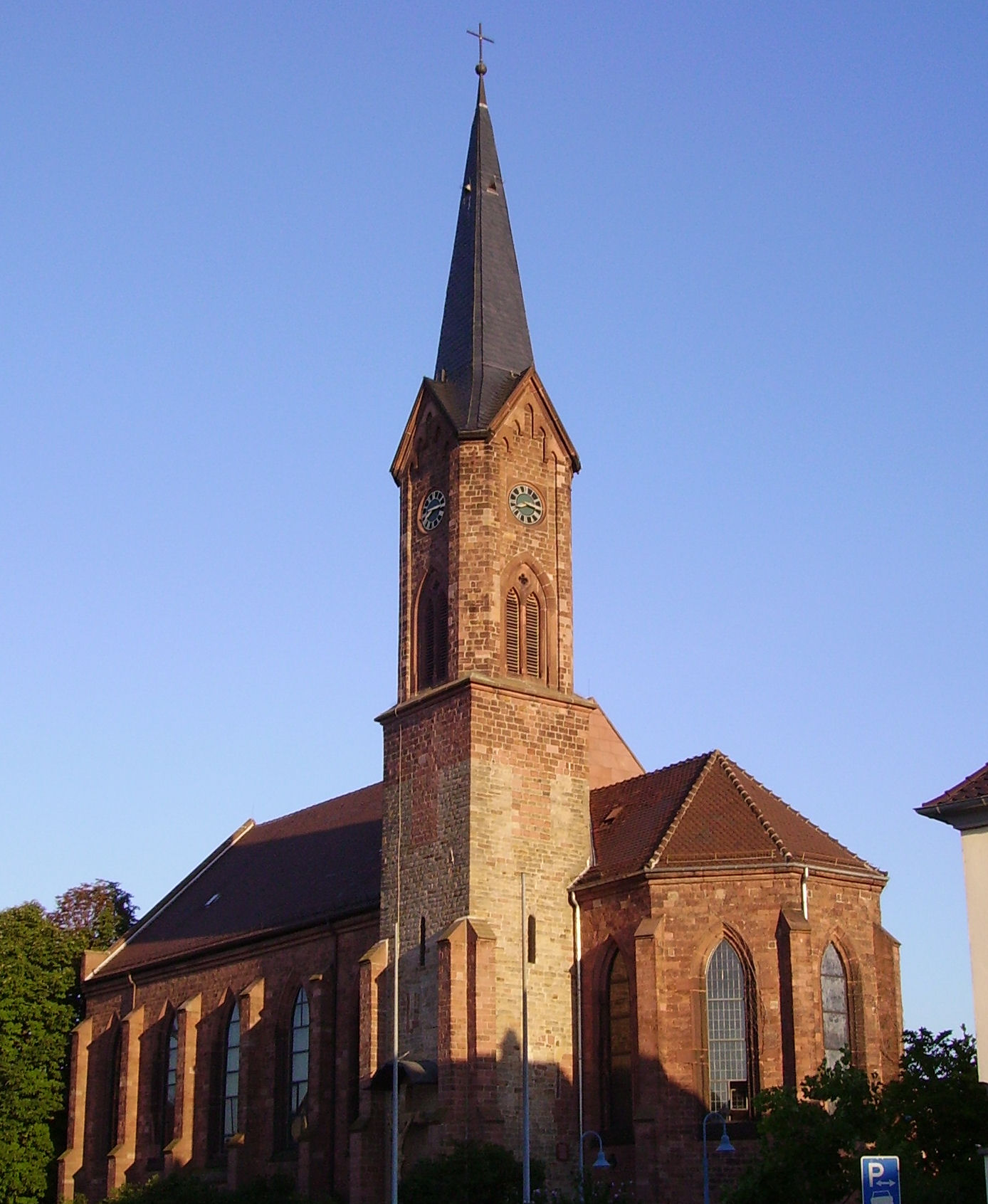
Церковь Сент-Майкл
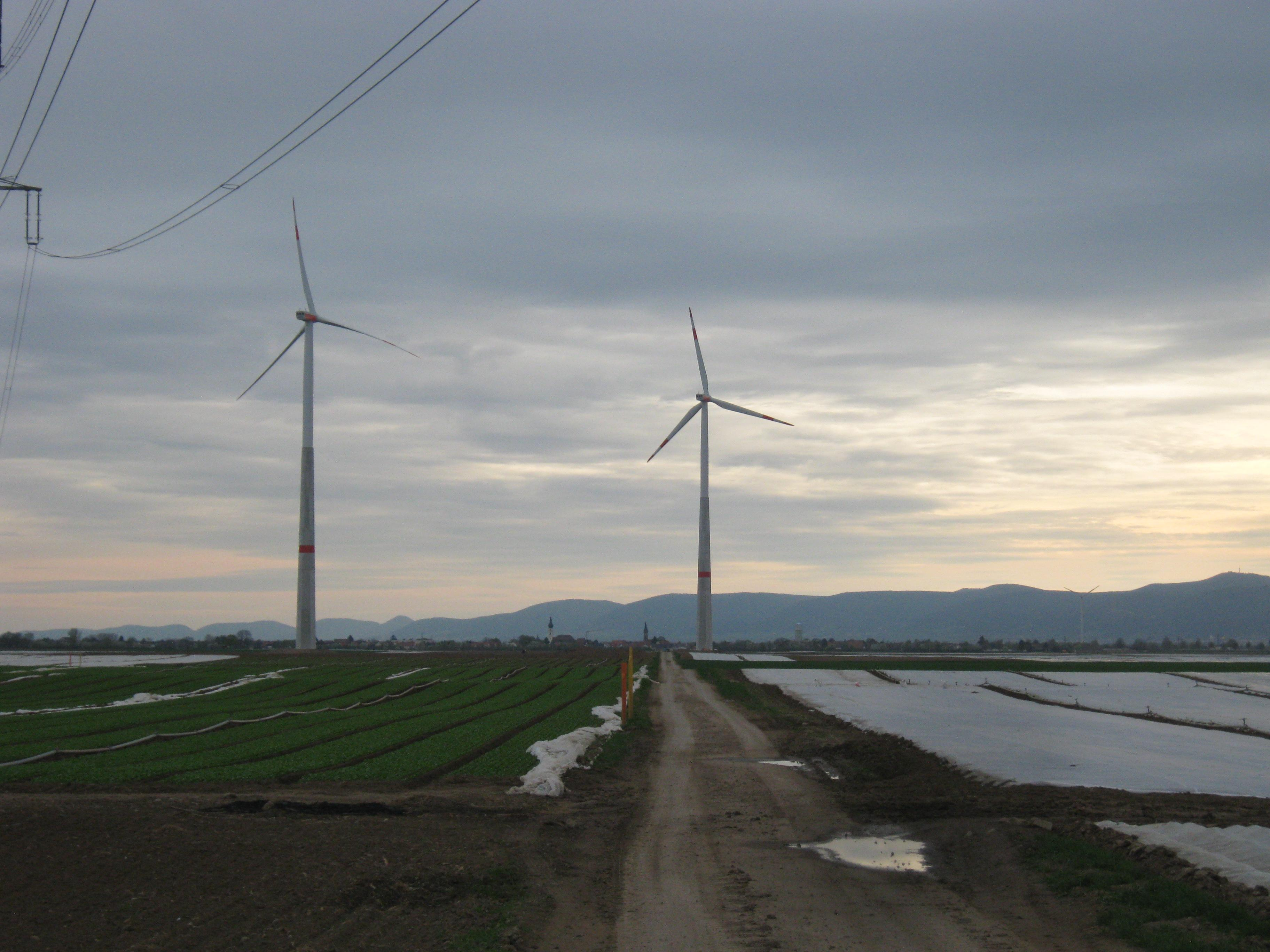
Ветровые турбины Данштадт-Шауэрнхайма